# Samuel Cosmi
Samuel Cosmi (Humble, 19 febbraio 1999) è un giocatore di football americano statunitense che milita nel ruolo di offensive tackle per il Washington Football Team della National Football League (NFL).

## Carriera

### Washington Football Team / Commanders
Cosmi fu scelto dal Washington Football Team nel corso del secondo giro (51º assoluto) del Draft NFL 2021. Il 13 maggio 2021 firmò il suo contratto da rookie: un accordo quadriennale da 6,69 milioni di dollari.
Debuttò come professionista partendo come titolare nella gara del primo turno contro i Los Angeles Chargers. Nella gara del quinto turno contro i New Orleans Saints subì un infortunio all'anca. Cosmi rimase fuori dal campo per le successive quattro gare, tornando a giocare nella settimana 11 contro i Carolina Panthers, partita in cui però si infortunò alle costole, venendo quindi spostato in lista riserve/infortunati il 29 novembre 2021. La sua prima stagione da professionista si chiuse con 9 presenze, tutte come titolare.

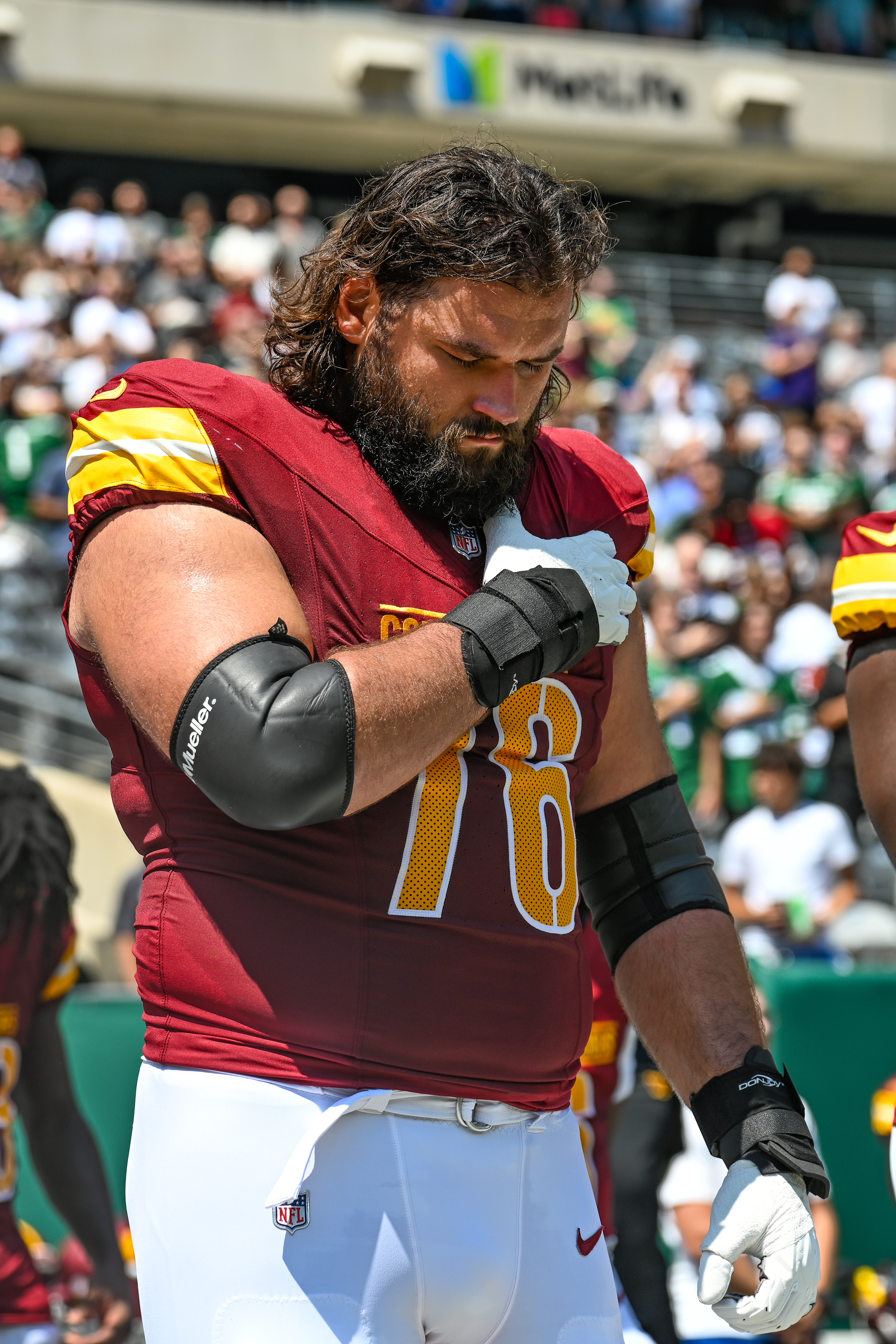
Cosmi nel 2024

Nella stagione 2022 Cosmi fu sottoposto ad un intervento chirurgico ad un pollice dopo la gara di settimana 4. Rientrato dopo tre gare, Cosmi giocò come riserva nella gara di settimana 8 con Cornelius Lucas che lo sostituì come tackle di destra titolare. Dalla gara di settimana 13 contro i New York Giants partì come guardia di destra titolare, uscendo però nel terzo quarto di gioco per un infortunio ad un'anca. Concluse l'annata con 14 presenze di cui 6 da titolare.
Nella stagione 2023 Cosmi rimase nel nuovo ruolo di guardia destra titolare. Giocò tutte le 17 gare della stagione regolare da titolare.
Il 4 settembre 2024 Cosmi firmò un'estensione contrattuale quadriennale da 74 milioni di dollari, di cui 45 milioni garantiti.

## Statistiche

### Stagione regolare
| Stagione | Stagione | Stagione | Stagione |
| Anno     | Squadra  | P        | PT       |
| -------- | -------- | -------- | -------- |
| 2021     | WAS      | 9        | 9        |
| 2022     | WAS      | 14       | 6        |
| 2023     | WAS      | 17       | 17       |
| Totale   | Totale   | 40       | 32       |

Fonte: Football Database

## Vita privata
Cosmi è un rumeno-americano di prima generazione, essendo nato negli Stati Uniti da genitori immigrati nel paese nei primi anni 80.